# Petronas Twin Towers
Petronas Twin Towers são dois arranha-céus edificados na cidade de Kuala Lumpur, Malásia, pela construtora espanhola Acciona. Foram concluídos em 1998, têm 88 andares e, até julho de 2019, são o 14.º edifício mais alto do mundo, com 452 metros. O edifício foi oficialmente inaugurado pelo primeiro-ministro da Malásia, Mahathir bin Mohamad, em 31 de agosto de 1999.
As torres foram projetadas pelo arquiteto Cesar Pelli, configuradas por estrutura de aço e vedação em vidro, e desenhadas de forma a lembrar motivos encontrados na arte islâmica, um reflexo da herança muçulmana malaia. A estrutura básica, porém, foi um desenvolvimento do projeto de um edifício cancelado em Chicago. Também os bombeiros simularam uma situação de que uma das torres estava a pegar fogo e transferiram 15.000 pessoas duma torre para a outra pelo passadiço construído entre elas; uma maneira de mostrar como as Torres Petronas são resistentes.[carece de fontes?]

## Galeria

Comparação de alturas com outros edifícios altos do mundo.
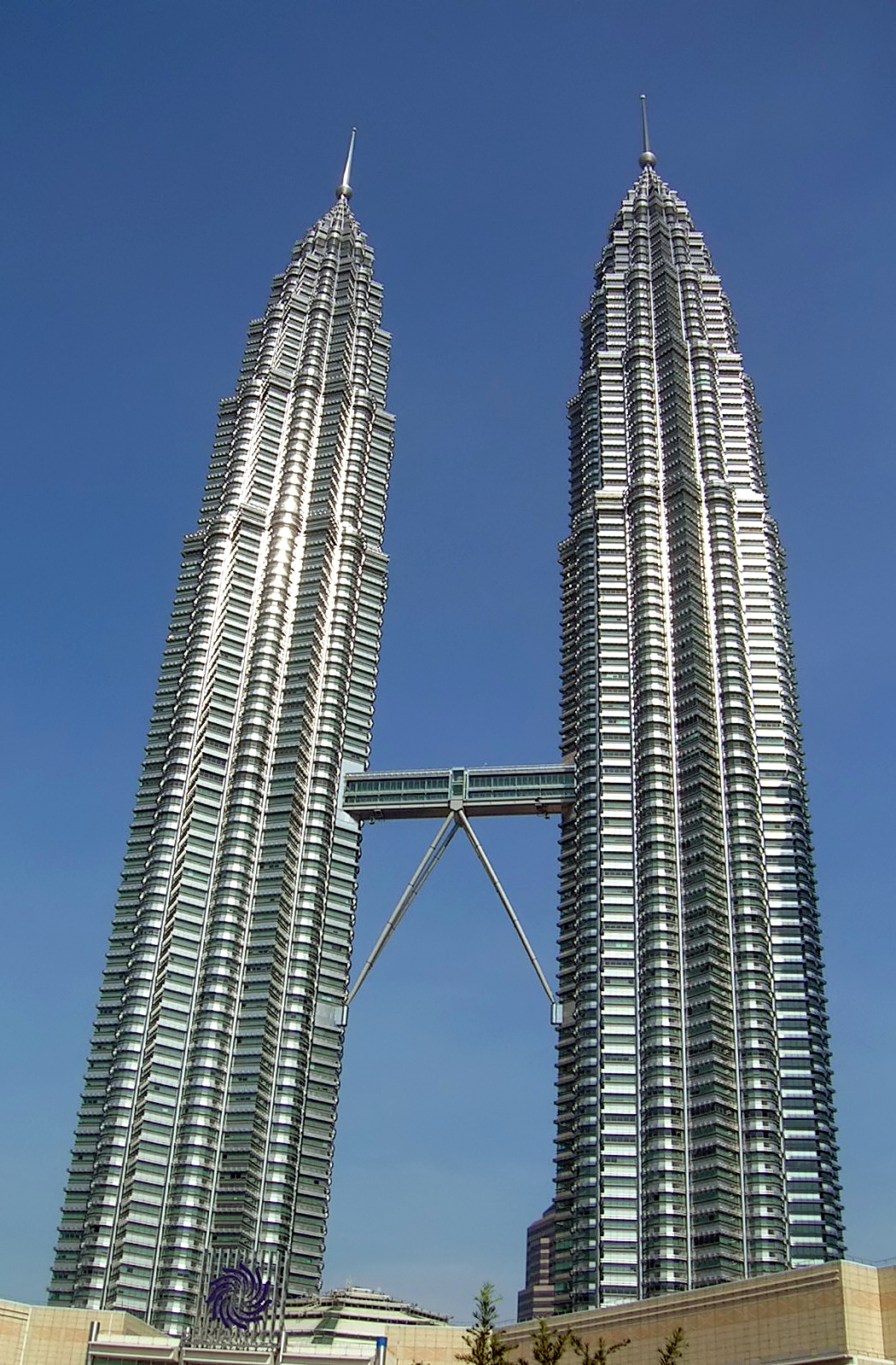
As Petronas Towers.
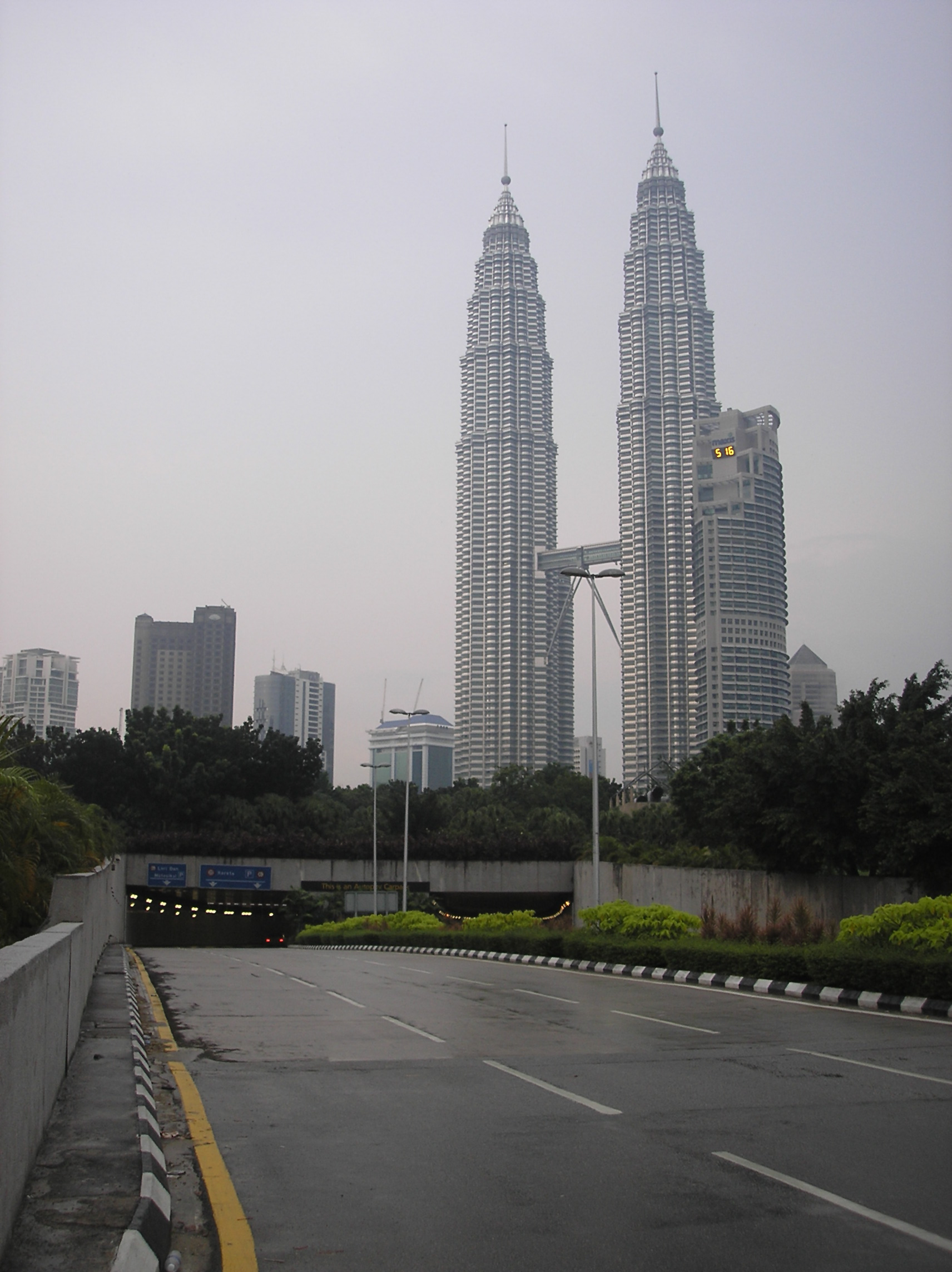
As Petronas Towers vistas do túnel Lorong Kuda.